# René-Schickele-Gesellschaft
Die René-Schickele-Gesellschaft (frz.: Culture et Bilinguisme d’Alsace et de Moselle) ist ein im Elsass und in Deutschlothringen tätiger Verein mit Sitz in Straßburg, der sich für den Erhalt und die Pflege der deutschen Regionalsprache in seinen beiden Formen, den Dialekten und dem Standarddeutschen, einsetzt. Benannt ist die Gesellschaft nach dem elsässischen Schriftsteller deutscher Sprache René Schickele, einem Mann, dessen Leben und Werk Ausdruck der Offenheit für die beiden Kulturwelten Frankreich und Deutschland ist.

## Gründung und Entwicklung der Gesellschaft
In den 1960er Jahren trugen einige Elsässer und Deutschlothringer Sorge um die elsass-lothringischen alemannischen und westmitteldeutschen Dialekte, da diese stark zurückgingen. Seit 1945 war die deutsche Standardsprache aus dem öffentlichen Raum verbannt und war noch lediglich in der zweisprachigen Presse – unter strengen Einschränkungen – und in Gottesdiensten vorhanden. Daher traf sich 1966 eine Gruppe an der Universität Straßburg, um darüber zu reden. Daraus resultierend, gründeten 1968 fünfzehn Personen den Verein, der ursprünglich „Cercle René Schickele Kreis“ hieß, mit dem Ziel, den Verfall der Sprache aufzuhalten. Der erste Vorsitzender war der Lothringer Mathematiker Peter Gabriel. Der Verein erhielt insbesondere die Unterstützung des elsässischen Nobelpreiterträgers Alfred Kastler, sowie der Akademiker, Schriftsteller und Dichter André Weckmann, Eugène Philipps, Raymond Matzen, Claude Vigée, Julien Freund und Etienne Juillard. Der Verein erhielt später seinen jetzigen Namen.
Mit der Initiative „Zweisprachig: Unsere Zukunft“ erreichte der Verein von 1968 bis 1970 die Wiedereinführung des Deutschunterrichts an Grundschulen in der Region, das seit 1945 vollständig abgeschafft worden war. Dem Verein lag viel an der Wiedereinführung, da er dafür eintritt, dass sowohl Dialekt als auch Standardsprache rehabilitiert werden.
1970 erschien die erste Ausgabe der zweisprachigen Zeitschrift Land un Sproch. Von 1973 bis 1978 organisierte der Verein zahlreiche Aufklärungskampagnen zur Verteidigung der Regionalsprache, zur Förderung der deutsch-französischen Zweisprachigkeit und zur bilingualen Früherziehung. 1973 startete sie eine Plakataktion „Lehre d'Kinder Elsässisch“ und drei Jahre später eine Werbungsaktion mit einem Heißluftballon „Redde wie d'r de Schnàwel gewachse isch“.

## Ziele der Gesellschaft
Der Verein setzt sich für die Förderung des Elsass- bzw. Lothringerdeutschen und des Hochdeutschen sowie deren Präsenz im öffentlichen Raum, in den Medien und im Bildungswesen ein. Die René Schickele Gesellschaft ist ein unabhängiger Kulturverein ohne Parteibindung, aber mit einem starken Bewusstsein für die politischen Auswirkungen der kulturellen Tätigkeit.

## Die Arbeit der Gesellschaft
Die Gesellschaft verfolgt mehrere Projekte, um die Zweisprachigkeit zu fördern, u. a.:
- Überwachung, Information, Dokumentation, Studien, Lobbyarbeit und Koordinierung zu Fragen der Kultur und des zweisprachigen Unterrichts im Elsass und im deutschsprachigen Lothringen
- vierteljährliche Herausgabe der zweisprachigen Zeitschrift „Land und Sproch“
- Seminare, Dichterlesungen, Studienfahrten
- Informations- und Sensibilisierungskampagnen zur Regionalsprache
- Verwaltung eines Ressourcenzentrums zur Sprachpolitik in Elsass-Lothringen seit 1968 (Zielgruppe: Historiker, Politikwissenschaftler, Soziologen, Entscheidungsträger Journalisten, Doktoranden und Studierende)
- Broschüren zur Wahl des Hochdeutschen für weiterführende Schulen
- Untersuchungen zum Stand der Sprache
- Dialektkurse
- Grenzüberschreitende Beziehungen zu deutschen und schweizerischen Kulturvereinen.

## Organisation
Der derzeitige Vorsitzende ist Richard Weiss (Mitgründer von ABCM-Zweisprachigket, einem Netzwerk privater zweisprachiger Schulen im Elsass und Deutsch-Lothringen). Der Verein wird von einem Vorstand geleitet, der momentan aus 21 Mitgliedern besteht.
Ehemalige Vorsitzenden waren
- Peter Gabriel (1968–1971),
- Gustav Woytt  (1972–1982),
- Pierre Klein (1983–1988),
- Fred Urban (1989–1992),
- François Schaffner (1993–2011),
- Jean-Marie Woehrling (2012–2023).

Der Verein hat zwei örtliche Sektionen gegründet: Schick' Süd-Elsàss in Mühlhausen für das Oberelsass und Schick' Lothringen für Deutschlothringen
Die René-Schickele-Gesellschaft ist Mitglied folgender Verbände: Fédération Alsace Bilingue, Fédération pour les Langues Régionales dans l'enseignement public (FLAREP), Pour que vivent nos Langues sowie der europäischen Organisation zur Stärkung kleinerer Sprachen European Language Equality Network (ELEN).